# جون دويل (سياسي أمريكي)
جون دويل (بالإنجليزية: John Doyle) هو سياسي أمريكي، ولد في 31 مارس 1942 في كوفينغتون في الولايات المتحدة. حزبياً، نشط في الحزب الديمقراطي.